# Pierre-Yves Le Borgn'
 (mars 2025).
Pierre-Yves Le Borgn’, né le 4 novembre 1964 à Quimper (Finistère) est un homme politique français. Il a été député de la  septième circonscription des Français de l'étranger de juin 2012 à juin 2017.

## Biographie

### Origines, études et famille
Pierre-Yves Le Borgn’ est né de parents enseignants. Son père Armand Le Borgn’ était professeur de sciences naturelles au Lycée La Tour d’Auvergne à Quimper et sa mère Yvonne Le Borgn’ était institutrice à Ergué-Gabéric. Ses grands-parents maternels étaient cheminots et ses grands-parents paternels étaient boulangers.
Son grand-père maternel Jean-Yvon Gloaguen est mort au combat en Belgique en mai 1940. Sa famille paternelle était engagée dans la Résistance. Le nom de son grand-oncle Henri Le Borgn’, fusillé pour faits de résistance dans l’Ain, a été donné à la promotion de l’École de la Gendarmerie nationale de Dijon en 2021.
Après un baccalauréat littéraire à Quimper, il obtient une licence en droit à l'Université de Nantes en 1985, puis le diplôme de l’Institut d'études politiques de Paris en 1987 et un LLM en droit de l'Union européenne au Collège d’Europe à Bruges en 1989. Durant ses études, il a également été récompensé par une première mention honorable au Concours général de science politique de premier cycle universitaire en 1984, puis de second cycle universitaire en 1985. Il a été auditeur à l’Académie de droit européen à Florence en 1999.

### Parcours professionnel
Étudiant, Pierre-Yves Le Borgn' a travaillé plusieurs étés comme journaliste au Télégramme de Brest[réf. nécessaire].
C'est à Los Angeles qu'il débute en 1990, travaillant durant deux années pour le compte des filiales américaines de Go Sport. De retour en Europe, Pierre-Yves Le Borgn’ effectue un stage au sein du service de la recherche de la Cour de justice de l'Union européenne. Il rejoint ensuite Bruxelles, travaillant dans les fonctions juridiques et corporate affairs de plusieurs entreprises multinationales. Au moment de son élection à l'Assemblée nationale, il est Vice-président, Corporate Affairs, Europe du groupe américain First Solar et président de l'une des sociétés de développement de projets de First Solar en France,. 

## Carrière politique
Pierre-Yves Le Borgn’ est candidat aux élections européennes en 1994 sur la liste PS menée par Michel Rocard (en 72e place). En 2000, il est élu délégué au Conseil supérieur des Français de l’étranger (aujourd’hui Assemblée des Français de l'étranger) pour la circonscription de Belgique. Réélu en 2006, il démissionne de son mandat en 2010, ses engagements professionnels le conduisant hors de sa circonscription, en Allemagne et en France[réf. nécessaire].

### Député de laseptième circonscriptiondes Français de l'étranger
Pierre-Yves Le Borgn’ est élu député des Français de l’étranger avec 56,9 % des voix le 17 juin 2012. Candidat du Parti socialiste, il est également soutenu dès le premier tour par Europe Écologie Les Verts. Sa circonscription comprend l’Allemagne et 15 autres pays d’Europe centrale et des Balkans
En 2017, il est battu par Frédéric Petit.
Pierre-Yves Le Borgn’ se retire de la vie politique active à l’issue des élections législatives de juin 2017. Il quitte deux ans après le Parti socialiste. Il a présidé la confédération Les Européens dans le monde (Europeans Throughout the World) de juin 2019 à mai 2022.
Il adhère à Territoires de progrès, mouvement situé à l'aile gauche de la majorité d'Emmanuel Macron, en 2020[réf. nécessaire]. 

### Candidat au mandat deCommissaire aux Droits de l’Homme du Conseil de l’Europe
En octobre 2017, le gouvernement français a présenté la candidature de Pierre-Yves Le Borgn’ au mandat de Commissaire aux Droits de l’Homme du Conseil de l’Europe. Pierre-Yves Le Borgn’ est arrivé premier dans les votes du Comité des Ministres et de la commission des droits de l’homme de l’APCE en novembre et décembre 2017. Au premier tour de scrutin devant l’APCE le 24 janvier 2018, il manque l’élection au premier tour de 20 voix. Il s’incline le 25 janvier 2018 de 4 voix sur 230 suffrages exprimés face à la candidate bosnienne Dunja Mijatovic, que le candidat slovène Goran Klemencic, arrivé troisième au premier tour, avait appelé à soutenir[réf. nécessaire].

## Synthèse des mandats et appartenances

### Anciens mandats
- Député de la septième circonscription des Français de l'étranger, Europe centrale et orientale de la XIVe législature de juin 2012 à juin 2017
- Membre titulaire de l’Assemblée parlementaire du Conseil de l'Europe de juin 2013 à juin 2017
- Conseiller des Français de Belgique au Conseil supérieur des Français de l’étranger (aujourd’hui Assemblée des Français de l'étranger) (juin 2000 – décembre 2009)